# 千歳市民夏まつり
千歳市民夏まつり（ちとせしみんなつまつり）は、北海道千歳市で毎年7月中旬から8月中旬の約1か月間行われる各種イベントの総称である。
1975年に商店街の夏まつりや盆踊りが開催されたのを機に始まった。

## 概要
千歳市民夏まつりは、インディアン水車通り商店街夏まつりや新川通りまつり、新橋通り商店街夏まつり、錦町商店街まつり、仲の橋通り商店街夏まつり、ニューサンロード商店街夏まつり、北新･新富合同夏まつりの中心市街地の各商店街の夏祭りや市民盆踊りと市民納涼盆踊り大会、東千歳駐屯地盆踊り大会、スカイ・ビア&YOSAKOI祭の盆踊りを中心とした踊りを行う祭り、苫小牧民報社が主催する千歳民報市民納涼花火大会と北海道新聞社が主催する道新花火大会の2つの花火大会、千歳基地航空祭や北部隊夏まつりという多くの祭りを含む総称である。
自衛隊の基地の町らしく、千歳基地航空祭や北部隊夏まつり、東千歳駐屯地盆踊り大会が含まれている。
各商店街の夏祭りなどが含まれるため、野菜市やフリーマーケットなどの販売系のイベントから納涼ビールパーティーや早飲み大会、模擬店などの飲食系イベント、もちまきやお菓子まきなどの振る舞い系のイベント、カラオケ大会や子どもエレクトーン演奏会、アマチュアバンドの演奏会などの市民による音楽イベントなども含まれている。